# ポール・キャベ
ポール・キャベ（Jean-Baptiste Paul Cabet、1815年2月1日 - 1876年10月23日）はフランスの彫刻家である。

## 略歴
ヨンヌ県のニュイ(Nuits)の樽職人の息子に生まれた。1834年にディジョンの美術学校で画家のジャン＝クロード・ネジョン(Jean-Claude Naigeon)や彫刻家のピエール＝ポール・ダルボワ(Pierre-Paul Darbois)に学んだ後、翌年にはパリに出て、パリ国立高等美術学校に進み、彫刻家のダヴィッド・ダンジェやフランソワ・リュードに学んだ。1835年にはパリのサロンに詩人のジュリアン・パイエ(Julien Paillet)の胸像を出展した。1836年には投獄されていた社会主義者、ルイ・オーギュスト・ブランキの脱出を企てた嫌疑で検挙された。
同じディジョン出身のフランソワ・リュードのお気に入りの学生になり、10年以上助手として働き、1843年にリュードが静養のためイタリアに滞在する間、リュードのスタジオの管理を行った。共和主義的な信念の持主で、ルイ・フィリップの7月王政に批判的であり、1846年にロシアに移り、サンクトペテルブルクの聖イサアク大聖堂のレリーフやオデッサの噴水の装飾の仕事をした。
7月王政が倒れ、フランス第二共和政の後、ナポレオン3世がクーデターで政権に就いた後の1852年に帰国し、再びをリュードと共同で働くようになり、リュード夫妻が養育していたリュードの義妹の娘と1853年に結婚した。
1855年のパリ万国博覧会の展覧会で2等のメダルを受賞し、1861年のパリのサロンで1等のメダルを受賞した。1868年にレジオンドヌール勲章（シュヴァリエ）を受勲した。
パリで61歳で没した。

## 作品

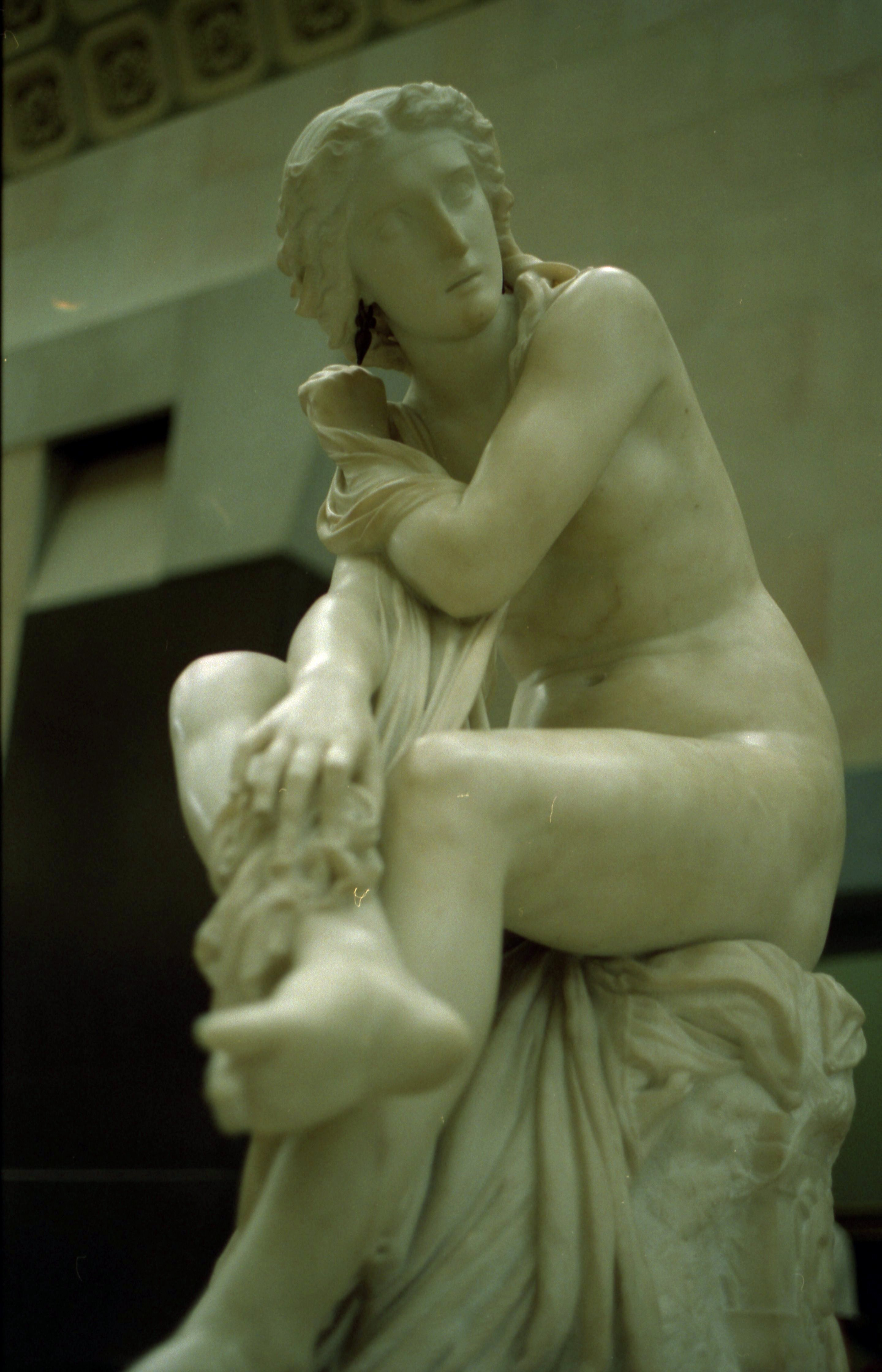
スザンナ (1861) オルセー美術館 蔵
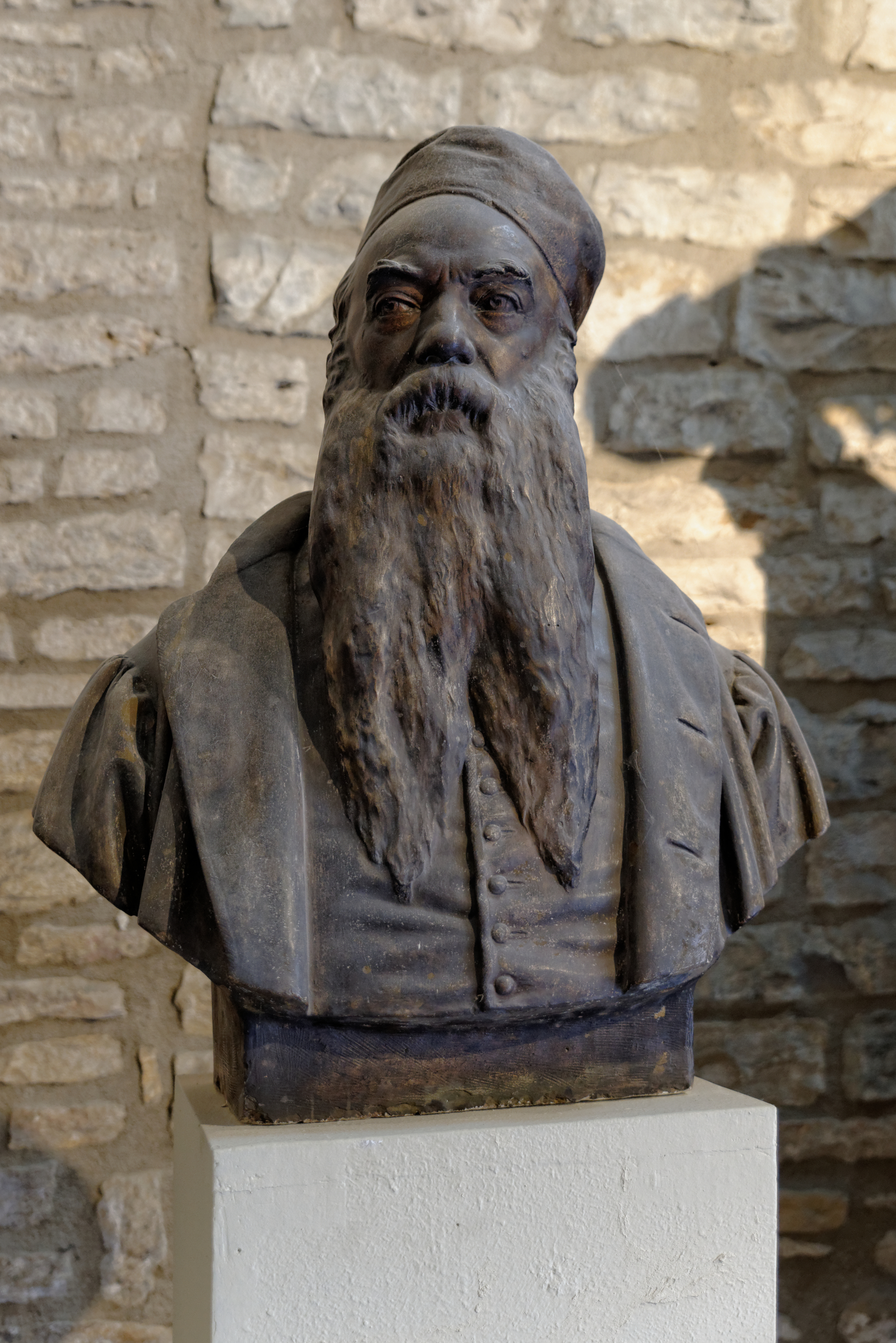
フランソワ・リュードの胸像 ディジョンのリュード(Musée Rude) 蔵
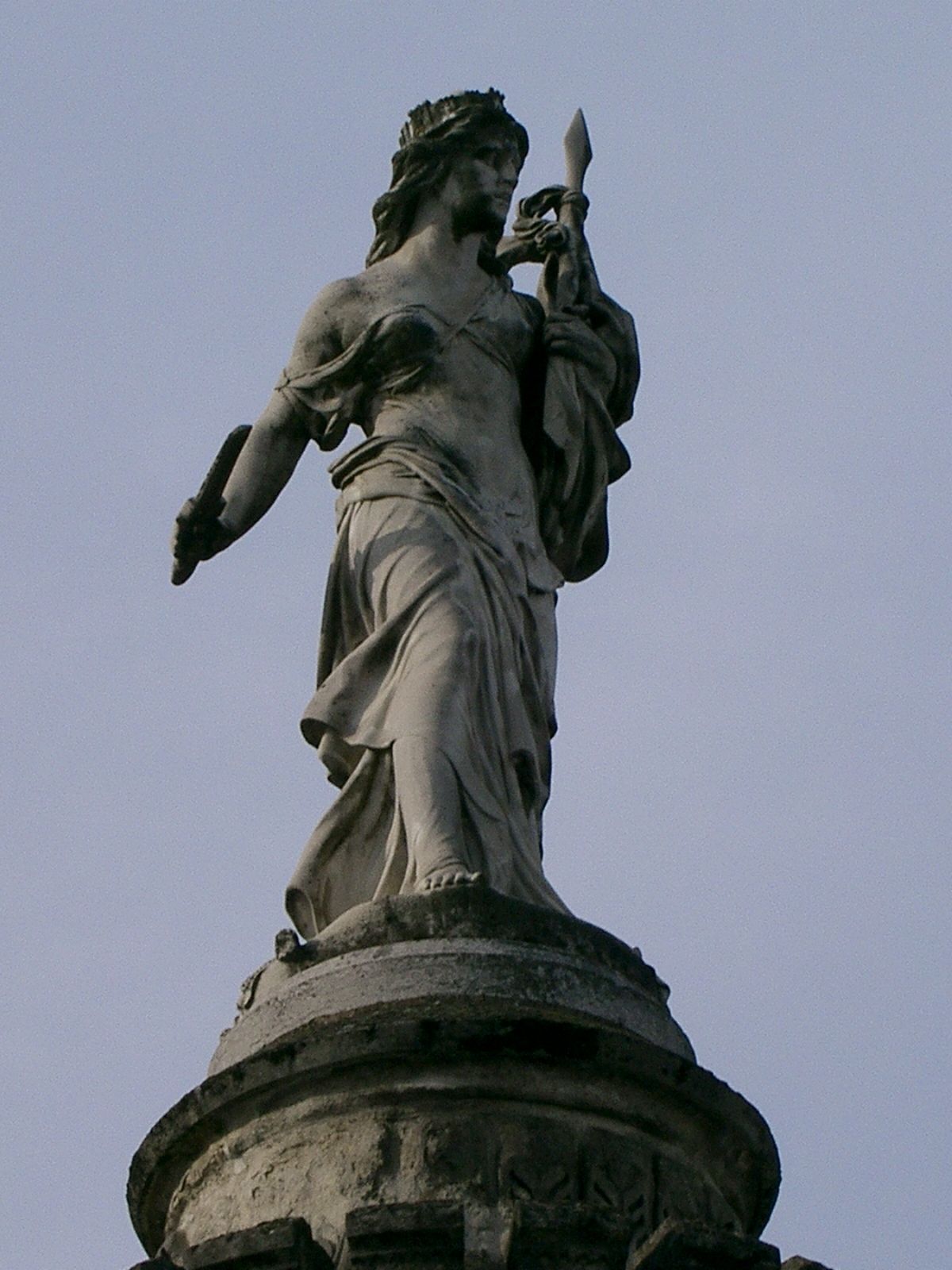
マリアンヌ ディジョンの「10月30日広場」の記念碑
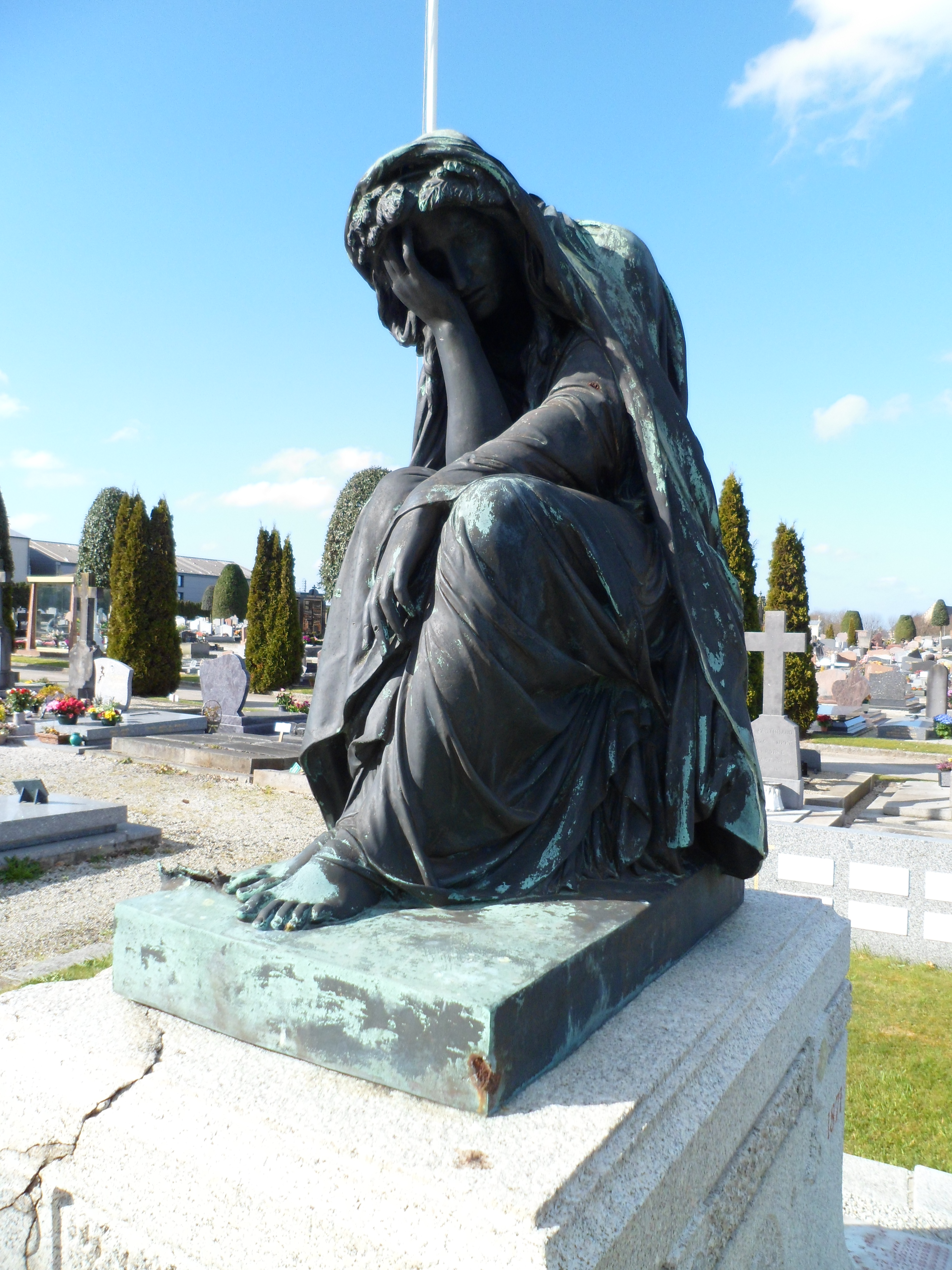
会葬者の像 サン＝ローの墓地